# 卡拉马祖 (密歇根州)
卡拉马祖（英語：Kalamazoo）是位于美国密歇根州卡拉马祖县的一个城市，也是该县的县治所在。根据美国人口调查局2000年统计，共有人口77,145人，其中白人占70.77%、非裔美国人占20.64%、亚裔美国人占2.39%。
西密歇根大学是卡拉马祖市的重要学府。是密歇根州的一所州立大学。

## 友好城市
- 牙买加金斯敦